# Aeroportul Internațional Mont Tremblant
Aeroportul Internațional Mont Tremblant (IATA: YTM, ICAO: CYFJ) este un aeroport din La Macaza⁠(d), Antoine-Labelle⁠(d), Laurentides⁠(d), Provincia Québec, Canada ce deservește zona Mont-Tremblant⁠(d). Aeroportul a fost tranzitat în 2009 de 5.791 de pasageri. A fost numit după zona deservită.
Situat la o altitudine de 252 m, aeroportul dispune de o singură pistă.